# Мария Баденская (1782—1808)
Мария Елизавета Вильгельмина Баденская (нем. Marie Elisabeth Wilhelmine von Baden; 7 сентября 1782, Карлсруэ — 8 декабря 1808, Брухзаль) — принцесса из Баденского дома, в замужестве герцогиня Брауншвейг-Вольфенбюттельская, княгиня Брауншвейг-Вольфенбюттеля и Эльса. Младшая сестра российской императрицы Елизаветы Алексеевны.

## Биография
Мария родилась 7 сентября 1782 года в Карлсруэ и была пятым ребёнком и пятой дочерью наследного принца Карла Людвига Баденского и его супруги Амалии Гессен-Дармштадтской. Её родители были кузенами: мать Карла Людвига, Каролина Луиза Гессен-Дармштадтская, была родной сестрой Людвига IX, отца Амалии Гессен-Дармштадтской. Бабушкой Марии по матери была Генриетта Каролина Пфальц-Биркенфельдская, а дедом по отцу — великий герцог Карл Фридрих Баденский. Мария воспитывалась вместе с сёстрами в тёплой семейной обстановке и получила хорошее образование: девочка изучала европейские языки (в частности, французский), географию, историю, основы философии, немецкую и всемирную литературу.

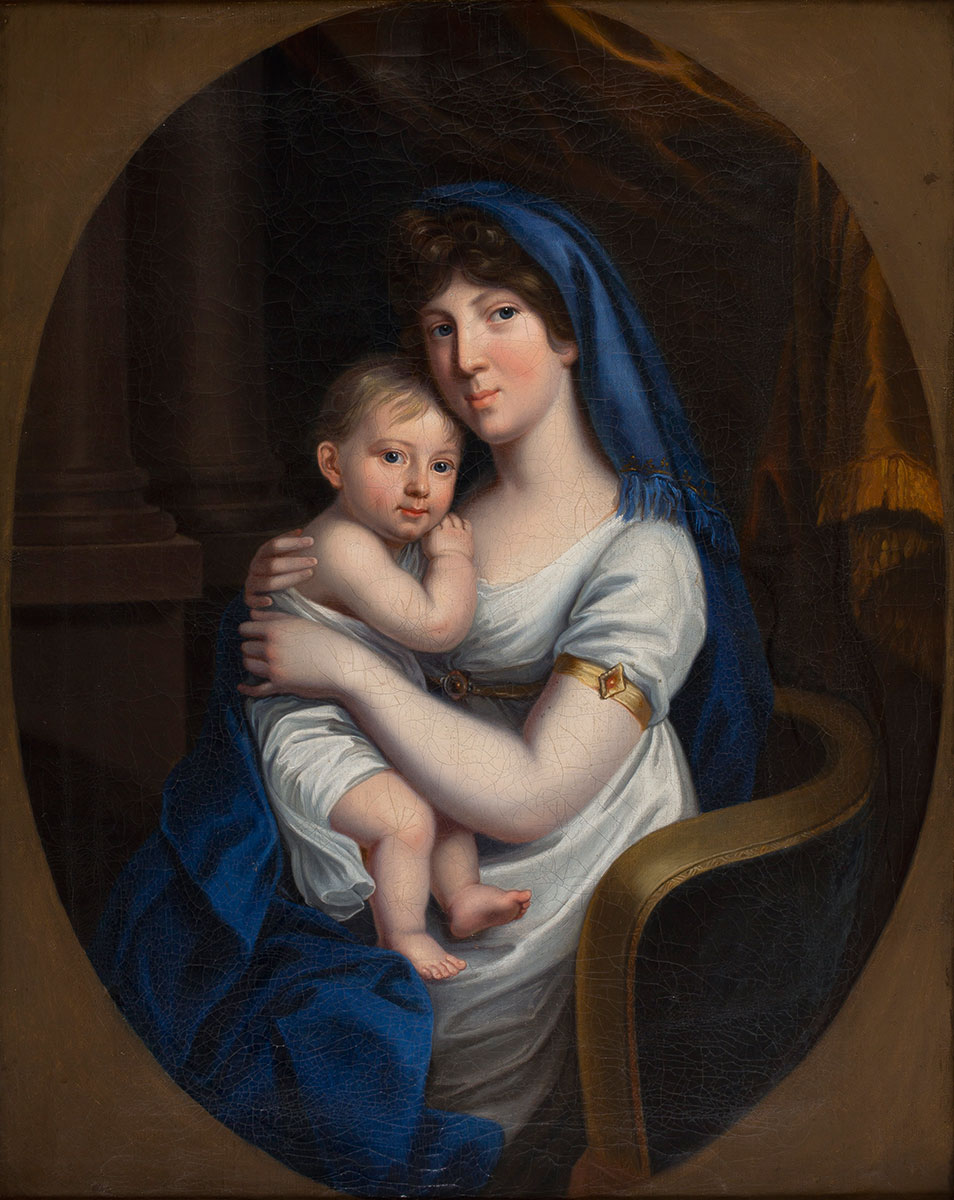
Мария Баденская со старшим сыном

1 ноября 1802 года в Карлсруэ принцесса Мария Баденская вышла замуж за герцога Фридриха Вильгельма Брауншвейг-Вольфенбюттельского, четвёртого сына герцога Карла Вильгельма Фердинанда Брауншвейг-Вольфенбюттельского и принцессы Августы Ганноверской. Марии на момент свадьбы было девятнадцать, Фридриху — тридцать один. В браке родилось трое детей:
- Карл Фридрих Август Вильгельм (30 октября 1804 — 19 августа 1873) — герцог Брауншвейга; неженат, детей не имел.
- Вильгельм Август Людвиг Максимилиан Фридрих (25 апреля 1806 — 18 октября 1884) — герцог Брауншвейга; неженат, детей не имел.
- Мертворождённая дочь (16 апреля 1808)

В 1806 году свёкор Марии бежал от войск Наполеона в Альтону, где скончался от ран 10 ноября, полученных в битве при Ауэрштедте месяцем ранее. Мария, в то время находившаяся в Пренцлау, вместе со свекровью навестила Карла Вильгельма Фридриха на смертном одре, но когда французская армия двинулась в сторону Гамбурга, британский посол посоветовал им обеим бежать; Мария и Августа вынуждены были бросить умиравшего герцога. Женщины получили приглашение приехать в Швецию от короля Густава IV Адольфа, зятя Марии. Августа предпочла остаться с племянницей Луизой Августой Датской в Августенборге; Мария же приняла предложение и вместе с детьми присоединилась к королю и королеве Швеции в Мальмё, где королевская семья остановилась без королевского двора, поскольку страна в тот момент находилась на грани войны. Супруг Марии получил разрешение императора остаться в Альтоне.
Брат Марии, наследный принц Баденский, был женат на Стефании Богарне и являлся сторонником Наполеона; во время бегства сестры в Швецию он встретился с императором в Берлине. Наполеон отказался от встречи с супругом Марии, но сообщил, что будет рад видеть её саму; Карл написал сестре и попросил прибыть в Берлин на встречу с императором, где она могла бы выступить от имени мужа в качестве посла Брауншвейга. Мария приняла приглашение и в одиночку отправилась в Берлин, однако была остановлена в Штральзунде по приказу мужа, считавшего, что Наполеон собирается выдать Марию замуж за своего брата Жерома. Фридрих Вильгельм, как считали современники, искренне любил жену и навещал её инкогнито в Швеции дважды, несмотря на то, что Швеция считалась Наполеоном вражеской территорией. Мария вернулась к сестре в Мальмё.
Проживание в Мальмё вдали от двора, располагавшегося в Стокгольме, накладывало определённый отпечаток на королевскую семью. Мария откровенно скучала и чувствовала себя ограниченной, будучи изолированной от общества; своего зятя-короля она находила настолько строгим и темпераментным, что с трудом уживалась с ним. В мае 1807 года беременная королева Фредерика оставила Мальмё, чтобы родить в присутствии двора. Мария собиралась уехать вместе с сестрой, но Фридрих Вильгельм потребовал возвращения супруги в Германию. В том же году герцогство Брауншвейг-Вольфенбюттель, принадлежавшее Фридриху Вильгельму, было включено в состав королевства Вестфалия, которым стал править Жером Бонапарт.
Вскоре после возвращения к мужу Мария забеременела. Роды проходили тяжело и ребёнок (девочка) родился мёртвым. Через четыре дня, 20 апреля 1808 года, Мария скончалась от родильной горячки в Брухзале.